# Freunde (Kinderbuch)

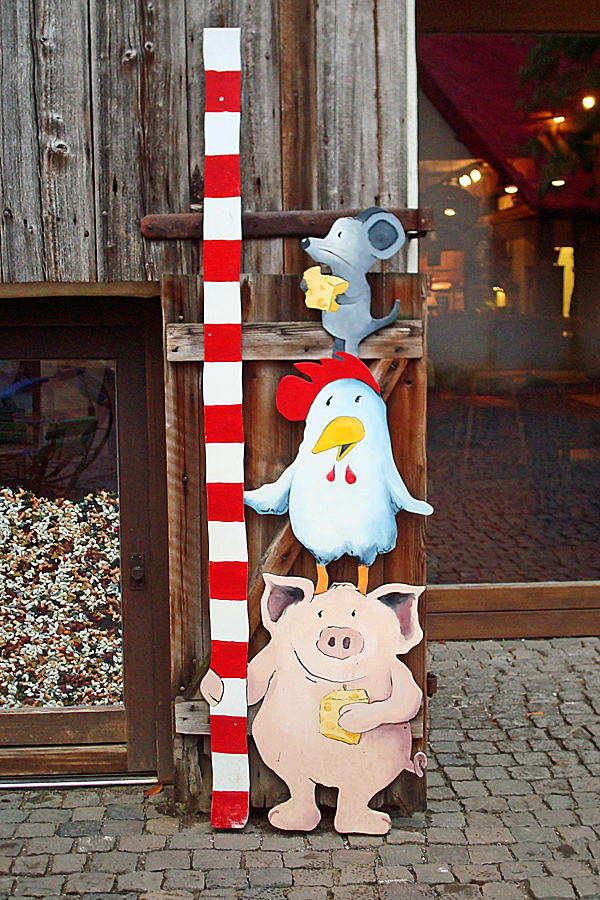
Die drei Freunde: Johnny Mauser, Franz von Hahn und der dicke Waldemar

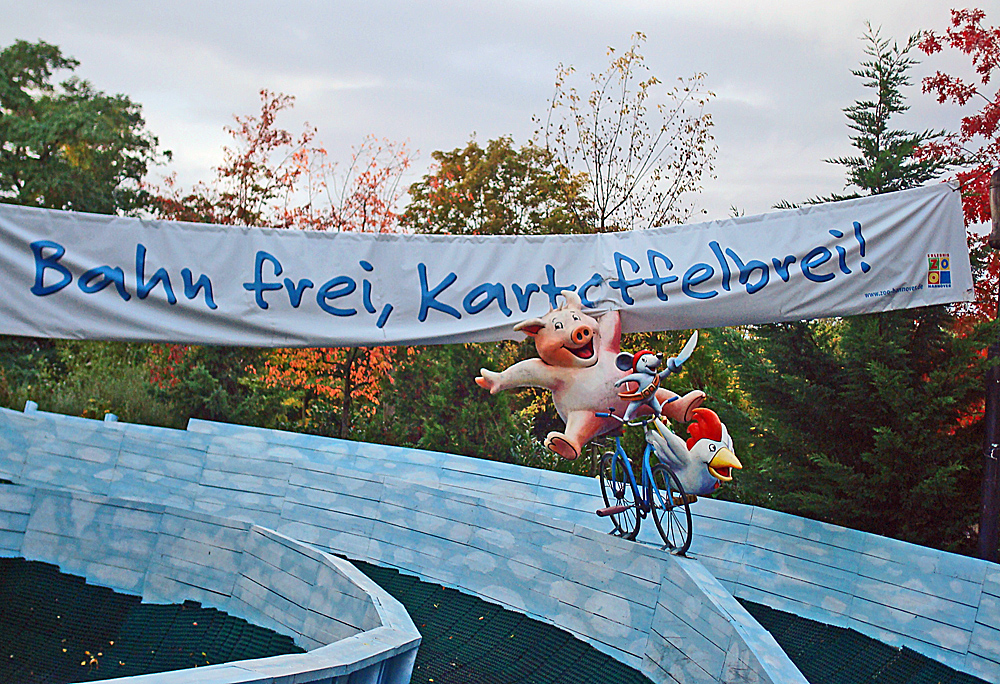
Die drei Freunde als Maskottchen einer Rodelbahn im Zoo Hannover

Freunde ist ein Kinderbuch von Helme Heine. Drei Freunde, die Maus Johnny Mauser, der Hahn Franz von Hahn und der dicke Waldemar, ein Schwein, durchleben alle Höhen und Tiefen des Lebens.
Das 1982 erschienene Buch hat eine deutsche Gesamtauflage von 1.000.000 Exemplaren und wurde in 17 Sprachen übersetzt. 1983 wurde es mit dem Troisdorfer Bilderbuchpreis ausgezeichnet. Seitdem erschienen zahlreiche weitere Abenteuer der drei Freunde.

## Verfilmung
Ab dem 9. Oktober 2005 wurde in der Sendung mit der Maus jeweils eine von insgesamt 26 Kurzfolgen der Drei Freunde unter dem Namen Ein Fall für Freunde ausgestrahlt.
Am 23. Juli 2009 startete Mullewapp – Das große Kinoabenteuer der Freunde im Kino. Die Hauptrollen werden gesprochen von Benno Fürmann, Joachim Król und Christoph Maria Herbst.

## Texte mit denFreunden
- Freunde. Middlehauve, Köln 1982, ISBN 3-7876-9127-8.
- Der Rennwagen. Middlehauve, Köln 1983, ISBN 3-7876-9148-0.
- Der Wecker. Middlehauve, Köln 1983, ISBN 3-7876-9149-9.
- Der Besuch. Middlehauve, Köln 1983, ISBN 3-7876-9150-2.
- Johnny Mausers Tagebuch. Middlehauve, Köln 1988, ISBN 3-7876-9264-9.
- Mullewapp. Middlehauve, Köln 1990, ISBN 3-7876-9290-8.
- Die Abenteurer. Diogenes, Zürich 1994, ISBN 3-257-00817-1.
- Ein Fall für Freunde. Hanser, München/Wien 2004, ISBN 3-446-20432-6.
- Neue Fälle für Freunde. Hanser, München/Wien 2005, ISBN 3-446-20635-3.
- Freunde. Die Schatzsuche. Beltz & Gelberg, Weinheim/Basel 2014, ISBN 978-3-407-82048-8.